# Armónico
En matemáticas se llama armónicos a los elementos de un conjunto tales que son un inifinito discreto y todos son múltiplos enteros de uno llamado fundamental. El término procede de las ondas estacionarias que se generan en los instrumentos musicales, que corresponden a resonancias discretas y cuyas frecuencias son múltiplos enteros de la del tono más bajo posible, llamado fundamental.
La  serie armónica está basada en éste efecto. Las soluciones de la ecuación de Laplace cumplen esto y se llaman funciones armónicas. Los desarrollos de Fourier también lo cumplen y, en este contexto, también se llama armónicas a las funciones sinusoidales. 
En mecánica ondulatoria, un armónico o harmónico es el resultado de una serie de variaciones adecuadamente acomodadas en un rango o frecuencia de emisión, denominado paquete de información o fundamental. Dichos paquetes configuran un ciclo que, adecuadamente recibido, suministra a su receptor la información de cómo su sistema puede ofrecer un orden capaz de dotar al medio en el cual expresa sus propiedades de una armonía. El armónico, por lo tanto, es dependiente de una variación u onda portadora. Y a la vibración fundamental de cada tono musical también se le llama primer armónico porque generalmente se acompaña de otras vibraciones menores divididas en 2, 3, 4, 5 o más partes iguales.
En acústica y telecomunicaciones, un armónico de una onda es un componente sinusoidal de una señal. En sistemas eléctricos de corriente alterna los armónicos son frecuencias múltiplos de la frecuencia fundamental de trabajo del sistema y cuya amplitud va decreciendo conforme aumenta el múltiplo.

## Naturaleza
La energía se puede definir como la capacidad de realizar un trabajo. La mínima expresión de trabajo es el movimiento. Para que exista movimiento debe existir un sistema de referencia desde el cual se perciba el diferencial. Dicho diferencial es el resultado de la variación en el medio, que bien puede manifestarse en forma de entropía o neguentropía. Ambas formas portan una huella única, en la que porta información de: Tiempo en la cual se formó, paquetes capaces de provocar movimiento, coherencia en la transacción de cargas y otros datos afines al medio: Todo esto da forma al armónico.

## Representaciones
En acústica y telecomunicaciones, un armónico de una onda es un componente sinusoidal de una señal. Su frecuencia es un múltiplo de la fundamental. La amplitud de los armónicos más altos es mucho menor que la amplitud de la onda fundamental y tiende a cero; por este motivo los armónicos por encima del quinto o sexto generalmente son inaudibles. El concepto y la existencia de armónicos tiene su fundamento matemático en la teoría de las series de Fourier. Una de las obras clave en el desarrollo de acústica es el libro del físico Helmholtz On the sensations of tone, obra en la que describe minuciosamente sus experimentos pioneros en la determinación de los armónicos basándose en su audición mediante el diseño de aparatos resonadores y otros instrumentos.

## Acústica

La cuerda de arriba vibra naturalmente (el punto negro, donde la cuerda se pisa firmemente, es la «fundamental» o primer armónico). Las demás vibran según donde se roza la cuerda (punto gris: 2.º armónico, punto rojo: 3.º, etc.). Los puntos de convergencia son los «nodos».

Los armónicos son uno de los parámetros que generan el timbre característico de una fuente de sonido (ya sea una voz humana, un instrumento musical, etc.). Son, junto con los formantes y la amplitud de la onda los que permiten diferenciar un tipo de instrumento de otro, o reconocer el timbre de la voz de una persona.
Los armónicos más altos son inaudibles, y lo que da diferentes timbres a diferentes instrumentos es la amplitud y la ubicación de los primeros armónicos y los parciales. Las diferentes trayectorias de las ondas sonoras de dos instrumentos tocando al unísono es lo que permite al oyente percibirlos como dos instrumentos separados.
Por ejemplo, si dos instrumentos diferentes ejecutaran la nota do3 (la tecla blanca central de un piano, aunque musicalmente hablando sería do cinco), la onda fundamental de ambos poseería la misma frecuencia (en este ejemplo 264 hercios o ciclos por segundo). Sus timbres son diferentes porque cada uno produce una altura de armónicos diferentes.

### Serie de armónicos
Cuando se ejecuta una nota en un instrumento musical, se genera una onda de presión de aire. Esta onda sonora está acompañada por una serie de armónicos, que le dan al instrumento su timbre particular. Cada armónico de esta serie tiene una amplitud (volumen o fuerza del sonido) diferente. Por ejemplo, en el clarinete son más fuertes los armónicos impares (el 1.º, el 3.º, el 5.º, el 7.º, etc.).
A partir del quinto armónico, todos los siguientes armónicos impares suenan ligeramente desafinados con respecto al temperamento justo (que es el sistema de afinación de uso estándar en la fabricación de instrumentos desde el siglo XVII).

Serie de los armónicos de do.

Tabla de armónicos en la guitarra eléctrica.

Esta es la serie de los primeros armónicos (que justamente son los principales):
| N.º de Armónico | Frecuencia | Nota | Intervalo                                                |
| --------------- | ---------- | ---- | -------------------------------------------------------- |
| 1.º armónico    | 66 Hz      | do2  | tono fundamental (el primer do a la izquierda del piano) |
| 2.º armónico    | 132 Hz     | do3  | octava                                                   |
| 3.º armónico    | 198 Hz     | sol3 | quinta                                                   |
| 4.º armónico    | 264Hz      | do4  | octava                                                   |
| 5.º armónico    | 330 Hz     | mi4  | tercera mayor                                            |
| 6.º armónico    | 396 Hz     | sol4 | quinta, una octava sobre el 3.º                          |
| 7.º armónico    | 462 Hz     | sib4 | séptima menor (muy desafinada)                           |
| 8.º armónico    | 528 Hz     | do5  | octava                                                   |
| 9.º armónico    | 594 Hz     | re5  | segunda mayor, una quinta sobre el 6.º                   |
| 10.º armónico   | 660 Hz     | mi5  | tercera mayor, octava del 5.º                            |
| 11.º armónico   | 726 Hz     | fa#5 | cuarta aumentada                                         |
| 12.º armónico   | 792 Hz     | sol5 | quinta justa, una octava sobre el 6.º                    |
| 13.º armónico   | 858 Hz     | la5  | sexta mayor (muy desafinada)                             |
| 14.º armónico   | 924 Hz     | sib5 | séptima menor (muy desafinada, igual que el 7.º)         |
| 15.º armónico   | 990 Hz     | si5  | séptima mayor, una quinta sobre el 10.º                  |
| 16.º armónico   | 1056 Hz    | do6  | octava                                                   |

### Afinación con armónicos
Los armónicos se han utilizado como base de los diferentes sistemas de afinación como el temperamento justo, o el temperamento pitagórico. Se usan para la afinación de todos los instrumentos musicales, tomando una nota como referencia (dada por un diapasón, por ejemplo) a partir de la cual, y con relación a la serie de armónicos, se pueden afinar las otras, siguiendo las proporciones del temperamento deseado.

### Armónicos parciales
Los armónicos cuyas frecuencias no son múltiplos enteros se denominan «parciales». Las campanas se encuentran entre los instrumentos que poseen más parciales perceptibles.

## En electricidad
En sistemas eléctricos de corriente alterna los armónicos son, igual que en acústica, frecuencias múltiplos de la frecuencia fundamental de trabajo del sistema y cuya amplitud va decreciendo conforme aumenta el múltiplo. En el caso de sistemas alimentados por la red de 50 hercios, pueden aparecer armónicos de 100, 150, 200, etc. hercios.
Los componentes armónicos se definen (según la Comisión Electrotécnica Internacional (IEC 60050)) como un componente de orden superior a 1 de la serie de Fourier de una cantidad periódica [IEV 161-02-18].
Cuando se habla de los armónicos en las instalaciones de energía (perturbaciones en la red), son los armónicos de corriente los más preocupantes, puesto que son corrientes que generan efectos negativos. Es habitual trabajar únicamente con valores correspondientes a la distorsión armónica total.
Tipos de equipos que generan armónicos:
- fuente de alimentación de funcionamiento conmutado (fuente conmutada);
- estabilizadores electrónicos de dispositivos de luminaria fluorescente;
- sistemas de alimentación ininterrumpida (SAI);
- motores eléctricos.[3]

Problemas producidos por los armónicos:
- Sobrecarga de los conductores neutros
- Sobrecalentamiento de los transformadores
- Disparos intempestivos de los interruptores diferenciales
- Sobrecarga de los condensadores de compensación del factor de potencia
- Ruido y posibles daños en circuitos electrónicos
- Alteraciones en la forma de onda.[4]

Métodos para reducir los armónicos:
- Filtros pasivos
- Transformadores de aislamiento
- Soluciones activas[5]